# Bitwa morska koło Puerto Tortuguero
Bitwa morska koło Puerto Tortuguero – starcie zbrojne, które miało miejsce 15 kwietnia 1844 r. w trakcie powstania na Dominikanie (1844).
13 kwietnia 1844 r. flotylla haitańska w składzie 1 brygantyna (Pandora) oraz dwa szkunery (La Mouche, Le Signifie) opuściła port Azou, obierając kurs na wody przybrzeżne Dominikany. W tym samym czasie trzy szkunery dominikańskie: San Jose, Maria Chica oraz Separacion Dominicana patrolowały północny akwen wyspy. Do spotkania obu grup doszło 15 kwietnia w rejonie Puerto Tortuguero. W bitwie okręty dominikańskie rozgromiły przeciwnika, zatapiając wszystkie jednostki haitańskie.